# Dionis (гурт)
Dionis  - український гурт, який грає в жанрі спід-метал.

## Історія
Гурт Dionis було засновано в листопаді 2001 року, але справжньою датою народження гурту вважається 10 лютого 2002 року, коли Dionis вперше виступили на одній з київських сцен в складі: Сергій Хилько - вокал;  Ростислав Ворона - гітара;  Владислав Валін - бас-гітара;  Віктор Мельниченко - ударні.  Музиканти працюють в напрямку speed, power metal, часто дозволяючи собі відходити від стандартних схем даних напрямків.  Майже відразу після своєї появи гурт починає активну концертну діяльність, регулярно виступає на відомих київських майданчиках, а також в інших містах України.  Бере участь в фестивалях "54 тонни", "Ветер перемен" та ін. У 2004 році колектив покидає бас-гітарист Владислав Валін, але музиканти знаходять йому гідну заміну в особі Олександра Науменко.  Восени того ж року на київській студії "DHS", за активного сприяння звукорежисера Ростислава Малініна, Dionis записує "демо" пісень "Цветы зла" і "Птица", після чого, на початку 2005 року учасники колективу приступають до запису дебютного альбому під назвою  "Маскарад".  Робота над альбомом була завершена в серпні 2005 року.  
У 2006 році група робить кілька нових робочих записів з метою приступити до роботи над наступним альбомом, але все-таки приймається рішення протягом часу краще відпрацювати новий матеріал з метою створення, згодом, якісного запису.  У 2008 на київських студіях Black light records і 100% records Dionis починає роботу над новим альбомом під назвою "Кукловод", не перериваючи при цьому активної концертної діяльності.  Влітку 2008 року відбувся тур по містах України, спільно з відомою московською групою Shadow Host.  У липні 2008 року Олександр Науменко, залишає групу для участі у власному проекті.  На його місце приходить молодий талановитий і амбіційний музикант Олексій Власов, котрий явив собою рівноцінну заміну Олександру. Він пропрацював  з колективом до жовтня 2009 року.  Після офіційної презентації альбому "Кукловод", у київському клубі "Route 66", 4 жовтня 2009 року Олексій залишає групу і створює власний колектив, де виступає вже в якості гітариста.  Його місце займає не менш талановитий музикант Антон Сербіненко, який є, також, учасником київського гурту "Крик Ветра".  10 грудня 2010 року група Dionis виступає в московському клубі "Каста", спільно з місцевими колективами: Shadow host, Mysterium, Альма матер.  У 2011 році починається робота над третім студійним альбомом  "Родовое проклятие", але навесні 2012 року вокаліст Сергій Хилько заявляє про своє бажання залишити колектив і зібрати власний проект, який працював би в дещо іншому музичному напрямку.  Незважаючи на це, приймається рішення, що практично всі основні вокальні партії на матеріал, відпрацьований до цього спільно, на новому альбомі все-таки запише Сергій.  Концерт в київському "Industrial club" 20 травня 2012 року стало останнім для нього у складі групи Dionis.  Після цього музиканти приймають рішення не виходити на сцену до тих пір, поки не буде записаний матеріал на альбом "Родовое проклятие", а також не будуть відпрацьовані абсолютно нові пісні.  В результаті, в липні 2012 року група заново приступає до запису матеріалу на третій альбом, написання нових пісень, а також проводить регулярні репетиції. Навесні 2013 року колектив починає пошуки нового вокаліста.  У жовтні 2013 року проходить прослуховування професійний і талановитий вокаліст Микола Мартиненко, після чого приймається рішення про спільне співробітництво.  У лютому 2014 року Микола офіційно стає учасником групи Dionis.  У березні 2014 року запис матеріалу на третій студійний альбом практично завершено.  Представлені 2 пісні з альбому: "Новая суть", "Крила". 
2 травня 2014 року на концерті був представлений новий матеріал і відбувся дебют нового вокаліста Миколи Мартиненка.  Колектив продовжує концертну діяльність, паралельно працюючи над написанням нового матеріалу.  У червні 2014 року виходить сингл «Отступник», записаний на київській студії Євгена Лактіонова і остаточно спродюсований на Morton Studio.  
30 серпня 2014 року група в якості хед-лайнерів бере участь у фестивалі в підтримку української армії в селищі Баришівка.  У грудні 2014 року виходить довгоочікуваний 3-й повноформатний альбом групи під назвою «Родовое проклятие», у записі якого також бере участь вокаліст Микола Мартиненко.  Матеріал також записаний на київській студії Євгена Лактіонова і остаточно спродюсований на Black light records.  28 лютого 2015 року Dionis виступає на київському фестивалі Kiev Kills.  У 2015 році гурт випускає новий сингл під назвою «Молитва», вперше за свою історію торкнувшись патріотичної тематики в ліриці.  27 лютого 2016 року Dionis знову успішно бере участь київському фестивалі Kiev Kills. Літо та осінь 2017 -2018 років «Dionis» проводить активну концертну діяльність, виступаючи на мотофестивалях по Україні. Наразі гурт працює над новою концертною програмою, та планує запис нового матеріалу.

## Учасники
- Микола Мартиненко - вокал
- Ростислав Ворона - гітара
- Антон Сербіненко - бас-гітара
- Віктор Мельниченко - ударні

## Дискографія

##### Студійні альбоми
- "Маскарад" (2005)
- "Кукловод" (2008)
- "Отступник" (2014, single)
- "Родовое проклятие" (2014)
- "Молитва" (2015, single)

##### Відео
- "Ночная трасса" (2008)